# Tupiperla modesta
Tupiperla modesta is een steenvlieg uit de familie Gripopterygidae. De wetenschappelijke naam van de soort is voor het eerst geldig gepubliceerd in 1998 door Froehlich.